# 伊能忠敬記念館
伊能忠敬記念館（いのうただたかきねんかん）は、千葉県香取市にある記念館。

## 概要

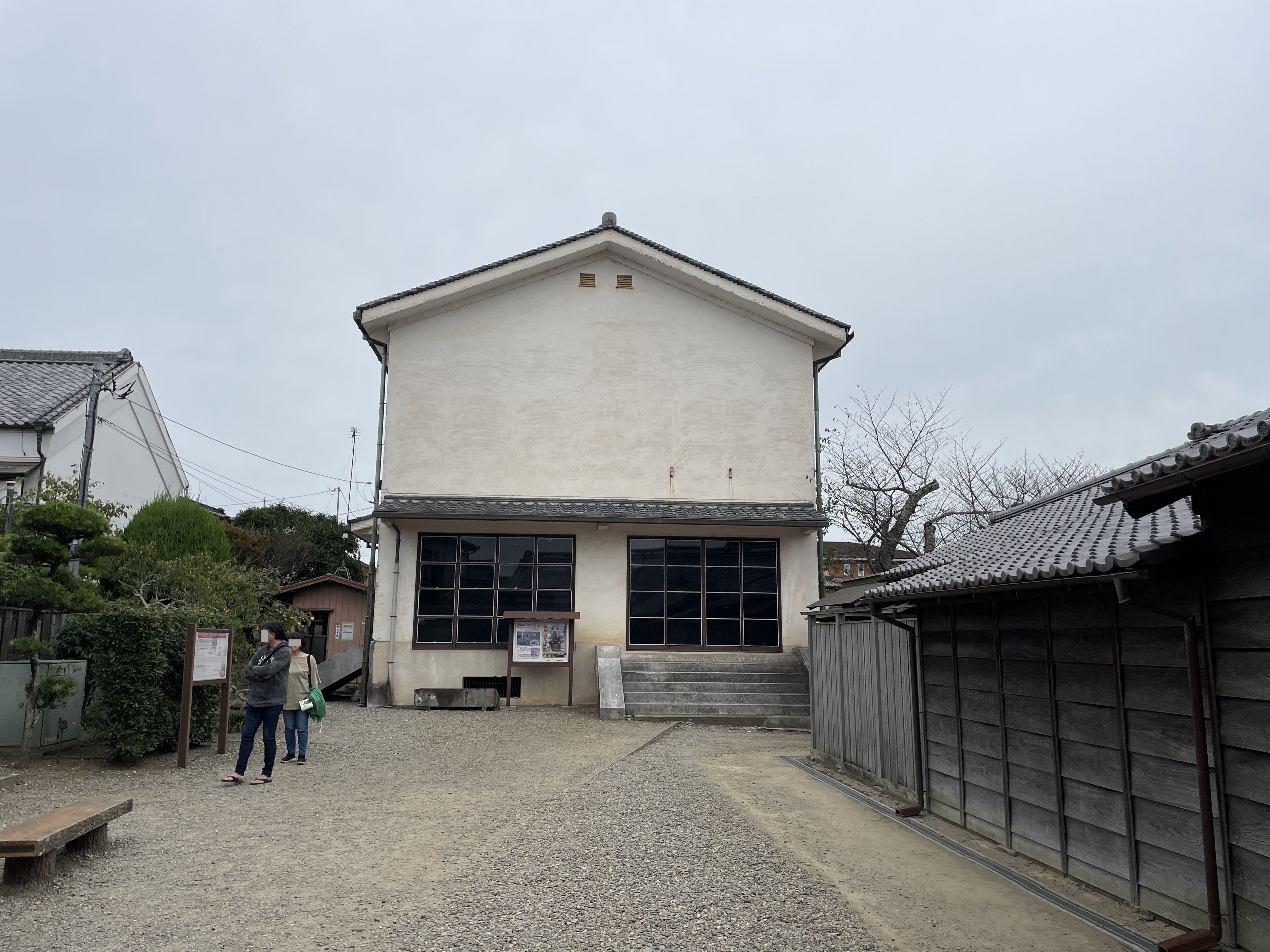
伊能忠敬旧宅入口奥にある1961年開館当初の建物

伊能家の子孫が代々受け継いできた伊能忠敬の地図や測量器具は1957年（昭和32年）2月19日に重要文化財に指定され、1961年（昭和36年）以降数度にわたって佐原市に寄贈された。佐原市はこれを受けて伊能忠敬旧宅に隣接して収蔵庫を建設して伊能忠敬記念館と名付け、1961年（昭和36年）に開館した。
その後1998年（平成10年）5月11日、伊能忠敬旧宅が面する小野川の対岸側に鉄筋コンクリート平屋建ての約1,000平方メートルの建物を新築開館した。佐原の町並みは1996年（平成8年）12月に重要伝統的建造物群保存地区の選定を受けており、記念館の外観は町並みに調和した町家・土蔵の造りを模している。

## 館内

### 導入

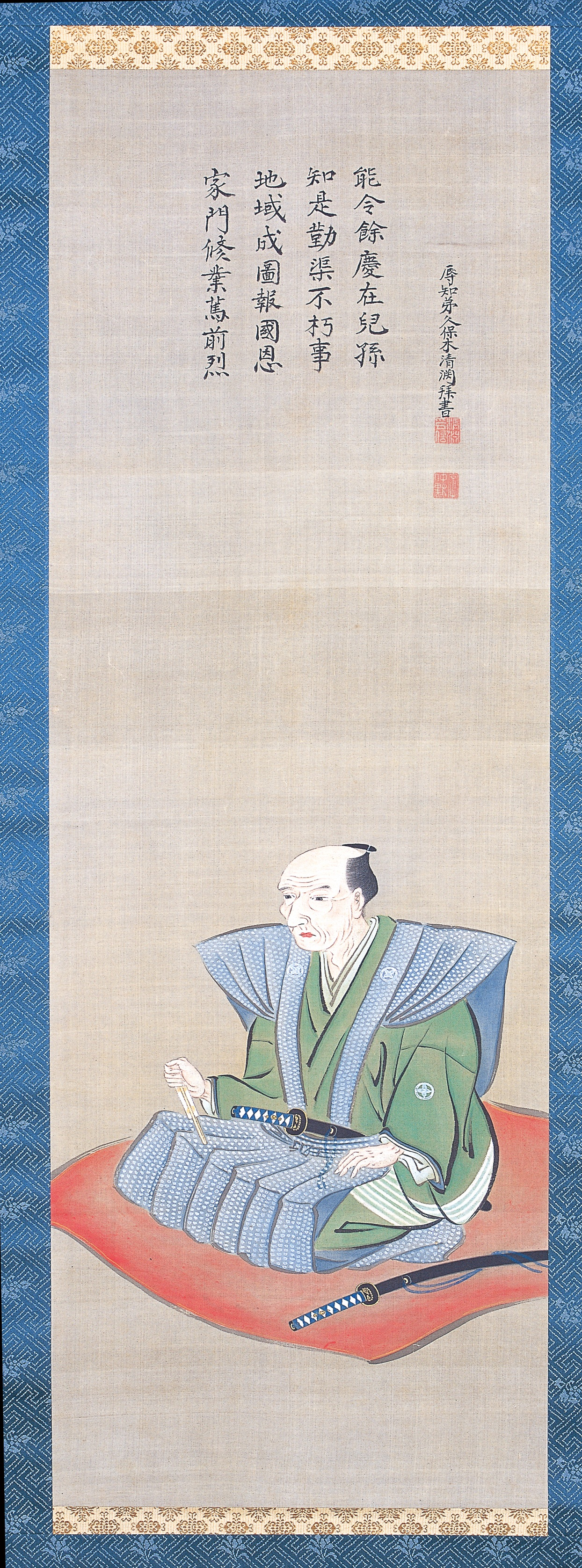
伊能忠敬肖像画

展示室入口正面の『伊能忠敬肖像画』（複製）は測量に同行して風景描写を担当した青木勝次郎が忠敬の没後に描いたものとされており、上部の賛は友人で同郷の儒学者・久保木竹窓によるもの。元は商人であった忠敬が、大小の刀を差し士分として描かれている。
『伊能図とランドサットから見た日本』は、伊能図とランドサットによる日本全図を交互に浮かび上がらせ、伊能図の正確さを実感させるものとなっている。

### 佐原時代
発展する江戸時代の佐原の様子と伊能家の紹介。
資料紹介『高瀬舟』：江戸との物資流通に活躍した高瀬舟の紹介。

### 全国測量へ
50歳で隠居してから天文暦学の勉強を開始。江戸に出て幕府天文方高橋至時に入門。高橋の勧めで蝦夷地や東日本の測量を行い、その成果が認められて幕府の役人に取り立てられ、17年に及ぶ全国測量を成し遂げた。
資料紹介『忠敬筆写書物』：高橋至時の下で勉強していた時に筆写した書物。

### 伊能図の世界
伊能図の正確さや美しさを鑑賞できる。
資料紹介『伊能図』：大図、中図、小図、特別図など。

### 地図の世界
伊能図以前の日本の姿や佐原がどのように描かれていたかがわかる。

### その他
50歳を越えてから夢を実現した伊能忠敬の生き様をビデオで紹介している。

## 文化財

### 国宝
伊能忠敬記念館所蔵の『伊能忠敬関係資料』2,345点は2010年（平成22年）6月29日に国宝に指定された。
- 地図・絵図類：787点
- 文書・記録類：569点
- 書状類：398点
- 典籍類：528点
- 器具類：63点

## 利用案内
- 開館時間：9:00 - 16:30
- 休館日：月曜日（但し、祝日の時は臨時開館）、年末年始
- 入館料：大人500円、小・中学生250円
※団体割引（15名以上）：大人450円、小・中学生200円

## アクセス
- JR東日本成田線佐原駅下車徒歩10分
- 東関東自動車道佐原香取インターチェンジから自動車で15分